# Grande Prêmio de Abu Dhabi de 2009
Resultados do Grande Prêmio de Abu Dhabi de Fórmula 1 realizado em Yas Marina em 1º de novembro de 2009. Décima sétima e última etapa do campeonato, foi vencido pelo alemão Sebastian Vettel, que subiu ao pódio junto a Mark Webber numa dobradinha da Red Bull-Renault, com Jenson Button em terceiro pela Brawn-Mercedes.

## Resumo
- Foi a primeira corrida da categoria nesse circuito e também, a primeira corrida na história da Fórmula 1 que começou com luz natural e terminou com luz artificial, já que a corrida aconteceu às 17h locais e acabou depois das 18h. O vencedor foi o alemão Sebastian Vettel da Red Bull.
- Última corrida de pilotos: Nick Heidfeld (depois retornou na Sauber substituindo Pedro de la Rosa no GP de Cingapura 2010),Kimi Räikkönen (depois retornou na Lotus no GP da Austrália de 2012), Kazuki Nakajima, Giancarlo Fisichella e Romain Grosjean (assim como Kimi Räikkönen, retorna na Lotus no GP da Austrália de 2012)
- Última corrida de construtores: Brawn GP (que na temporada 2010 se chamará Mercedes GP), BMW Sauber( que voltará a se chamar Sauber), e Toyota.
- Mudanças de equipe: Button na McLaren, Rubinho na Williams, Heidfeld na Sauber ( no GP de Cingapura em diante substituindo Pedro de la Rosa), Kobayashi na Sauber, Trulli na Lotus Racing, Rosberg na Mercedes GP, Kubica na Renault, Kovalainen na Lotus Racing, Alonso na Ferrari.
- Pilotos de testes em 2010: Heidfeld na Mercedes GP, depois na Pirelli e depois retornando como piloto titular na Sauber, e Fisichella na Ferrari.
- Retornando os pilotos em 2010: Felipe Massa na Ferrari, Michael Schumacher na Mercedes GP, Pedro de la Rosa na Sauber (até a 14ª corrida), Nick Heidfeld na Sauber (da 15ª corrida até 19ª e última), Sakon Yamamoto na Hispania ( da 10ª até 14ª, depois na 16ª até 17ª), Christian Klien na Hispania ( da 15ª e depois 18ª até 19ª).
- Retornando os construtores: Mercedes GP e Sauber. Obs.: A Lotus Racing não tem nada a ver com a Team Lotus, o nome será usado pela nova equipe financiada pela empresa malaia Air Asia.
- Retornando os motores: Cosworth para Williams( que já usou na temporada 2006 ) e para as novatas Lotus Racing, Hispania e Virgin Racing.

## Classificação da prova
Carros com KERS estão marcados com "‡"

### Treinos classificatórios
| Pos.   | Nº | Piloto               | Equipe               | Q1       | Q2       | Q3       | Grid | Notas      |
| ------ | -- | -------------------- | -------------------- | -------- | -------- | -------- | ---- | ---------- |
| 1      | 1‡ | Lewis Hamilton       | McLaren-Mercedes     | 1:39.873 | 1:39.695 | 1:40.948 | 1    |            |
| 2      | 15 | Sebastian Vettel     | Red Bull-Renault     | 1:40.666 | 1:39.984 | 1:41.615 | 2    |            |
| 3      | 14 | Mark Webber          | Red Bull-Renault     | 1:40.667 | 1:40.272 | 1:41.726 | 3    |            |
| 4      | 23 | Rubens Barrichello   | Brawn-Mercedes       | 1:40.574 | 1:40.421 | 1:41.786 | 4    |            |
| 5      | 22 | Jenson Button        | Brawn-Mercedes       | 1:40.378 | 1:40.148 | 1:41.892 | 5    |            |
| 6      | 9  | Jarno Trulli         | Toyota               | 1:40.517 | 1:40.373 | 1:41.897 | 6    |            |
| 7      | 5  | Robert Kubica        | BMW Sauber           | 1:40.520 | 1:40.545 | 1:41.992 | 7    |            |
| 8      | 6  | Nick Heidfeld        | BMW Sauber           | 1:40.558 | 1:40.635 | 1:42.343 | 8    |            |
| 9      | 16 | Nico Rosberg         | Williams-Toyota      | 1:40.842 | 1:40.661 | 1:42.583 | 9    |            |
| 10     | 12 | Sébastien Buemi      | Toro Rosso-Ferrari   | 1:40.908 | 1:40.430 | 1:42.713 | 10   |            |
| 11     | 4‡ | Kimi Räikkönen       | Ferrari              | 1:41.100 | 1:40.726 |          | 11   |            |
| 12     | 10 | Kamui Kobayashi      | Toyota               | 1:41.035 | 1:40.777 |          | 12   |            |
| 13     | 2‡ | Heikki Kovalainen    | McLaren-Mercedes     | 1:40.808 | 1:40.983 |          | 18   | [ nota 2 ] |
| 14     | 17 | Kazuki Nakajima      | Williams-Toyota      | 1:41.096 | 1:41.148 |          | 13   |            |
| 15     | 11 | Jaime Alguersuari    | Toro Rosso-Ferrari   | 1:41.503 | 1:41.689 |          | 14   |            |
| 16     | 7  | Fernando Alonso      | Renault              | 1:41.667 |          |          | 15   |            |
| 17     | 21 | Vitantonio Liuzzi    | Force India-Mercedes | 1:41.701 |          |          | 16   |            |
| 18     | 20 | Adrian Sutil         | Force India-Mercedes | 1:41.863 |          |          | 17   |            |
| 19     | 8  | Romain Grosjean      | Renault              | 1:41.950 |          |          | 19   |            |
| 20     | 3‡ | Giancarlo Fisichella | Ferrari              | 1:42.184 |          |          | 20   |            |
| Fonte: |    |                      |                      |          |          |          |      |            |

### Corrida
| Pos.   | Nº | Piloto               | Construtor           | Voltas | Tempo/Diferença | Grid | Pontos |
| ------ | -- | -------------------- | -------------------- | ------ | --------------- | ---- | ------ |
| 1      | 15 | Sebastian Vettel     | Red Bull-Renault     | 55     | 1:34:03.414     | 2    | 10     |
| 2      | 14 | Mark Webber          | Red Bull-Renault     | 55     | + 17.857        | 3    | 8      |
| 3      | 22 | Jenson Button        | Brawn-Mercedes       | 55     | + 18.467        | 5    | 6      |
| 4      | 23 | Rubens Barrichello   | Brawn-Mercedes       | 55     | + 22.735        | 4    | 5      |
| 5      | 6  | Nick Heidfeld        | BMW Sauber           | 55     | + 26.253        | 8    | 4      |
| 6      | 10 | Kamui Kobayashi      | Toyota               | 55     | + 28.343        | 12   | 3      |
| 7      | 9  | Jarno Trulli         | Toyota               | 55     | + 34.366        | 6    | 2      |
| 8      | 12 | Sébastien Buemi      | Toro Rosso-Ferrari   | 55     | + 41.294        | 10   | 1      |
| 9      | 16 | Nico Rosberg         | Williams-Toyota      | 55     | + 45.941        | 9    |        |
| 10     | 5  | Robert Kubica        | BMW Sauber           | 55     | + 48.180        | 7    |        |
| 11     | 2‡ | Heikki Kovalainen    | McLaren-Mercedes     | 55     | + 52.798        | 18   |        |
| 12     | 4‡ | Kimi Räikkönen       | Ferrari              | 55     | + 54.317        | 11   |        |
| 13     | 17 | Kazuki Nakajima      | Williams-Toyota      | 55     | + 59.839        | 13   |        |
| 14     | 7  | Fernando Alonso      | Renault              | 55     | + 1:09.687      | 15   |        |
| 15     | 21 | Vitantonio Liuzzi    | Force India-Mercedes | 55     | + 1:34.450      | 16   |        |
| 16     | 3‡ | Giancarlo Fisichella | Ferrari              | 54     | + 1 volta       | 20   |        |
| 17     | 20 | Adrian Sutil         | Force India-Mercedes | 54     | + 1 volta       | 17   |        |
| 18     | 8  | Romain Grosjean      | Renault              | 54     | + 1 volta       | 19   |        |
| Ret    | 1‡ | Lewis Hamilton       | McLaren-Mercedes     | 19     | Freios          | 1    |        |
| Ret    | 11 | Jaime Alguersuari    | Toro Rosso-Ferrari   | 17     | Câmbio          | 14   |        |
| Fonte: |    |                      |                      |        |                 |      |        |

## Tabela do campeonato após a corrida
| Pos.   | Piloto             | Pontos |
| ------ | ------------------ | ------ |
| 1      | Jenson Button      | 95     |
| 2      | Sebastian Vettel   | 84     |
| 3      | Rubens Barrichello | 77     |
| 4      | Mark Webber        | 69,5   |
| 5      | Lewis Hamilton     | 49     |
| Fonte: |                    |        |

| Pos.   | Construtor       | Pontos |
| ------ | ---------------- | ------ |
| 1      | Brawn-Mercedes   | 172    |
| 2      | Red Bull-Renault | 153,5  |
| 3      | McLaren-Mercedes | 71     |
| 4      | Ferrari          | 70     |
| 5      | Toyota           | 59,5   |
| Fonte: |                  |        |

- Nota: Somente as primeiras cinco posições estão listadas e os campeões da temporada surgem grafados em negrito.